# Rhodanopeza
Rhodanopeza es un género de foraminífero bentónico de la subfamilia Cibicidinae, de la familia Cibicididae, de la superfamilia Planorbulinoidea, del suborden Rotaliina y del orden Rotaliida. Su especie tipo es Cibicides natlandi. Su rango cronoestratigráfico abarca el Bartoniense (Eoceno medio).

## Clasificación
Rhodanopeza incluye a las siguientes especies:
- Rhodanopeza natlandi